# Adolf Hirzel
Franz Gustav Adolf Hirzel (* 17. Dezember 1809 in Künzelsau; † 17. Oktober 1898 in Kirchheim unter Teck) war ein deutscher Politiker.

## Leben
Hirzels Eltern waren der Kameralverwalters in Künzelsau Johann Christian Hirzel (1778–1834), ab 1824 Oberamtmann in Spaichingen, und seine Frau Eleonora Hirzel (1787–1866). Er hatte sieben Geschwister.
Er besuchte das Gymnasium in Herrenberg. Anschließend studierte er an der Eberhard Karls Universität Tübingen Kameralwissenschaft. Er wurde 1827 Mitglied der Burschenschaft Germania Tübingen. 1831 schloss er sich auch dem Corps Guestphalia I an, das von der burschenschaftlichen Verbindung Concordia gestiftet worden war. Nach dem Studium wurde er Oberamtspfleger in Kirchheim. Während der Deutschen Revolution 1848/1849 blieb Adolf Hirzel regierungstreu. Deshalb wurde er in Kirchheim „der schwarze Hirzel“ genannt im Gegensatz zu seinem Bruder, dem Stadtpfleger Otto Hirzel, der sich für die Ideen der Revolution begeisterte und deshalb als „der rote Hirzel“ bezeichnet wurde. Hirzel wurde 1851 mit 393 von 738 abgegebenen Stimmen im Wahlkreis Kirchheim in den Württembergischen Landtag gewählt. Diesem gehörte er bis 1856 an. 1868 trat Adolf Hirzel nochmals zur Wahl an, unterlag aber gegen Carl Christian Maier. Verheiratet war er seit 1839 mit Paulina Catherina Gmeiner (1820–1894). Der Ehe entsprangen acht  Kinder.